# Duartina
Duartina este un oraș în São Paulo (SP), Brazilia.